# NGC 4945
NGC 4945 é uma galáxia espiral com estrutura relativamente caótica, localizada na direção da constelação do Centauro. Possui uma magnitude aparente de 8,6, uma declinação de -49º 28' 03" e uma ascensão reta de 13 horas,  05 minutos e 27,1 segundos.
NGC 4945 é uma galáxia extremamente luminosa no infravermelho, provavelmente devido a uma forte atividade de formação de estrelas.